# Chamaemeles coriacea
Chamaemeles coriacea — монотипний вид рослин з родини розові (Rosaceae), ендемік Мадейри.

## Опис
Цей вид — невелике дерево або великий чагарник. Він може вирости до висоти 4 м, однак, частіше досягає лише метра, бо вид живе у важких умовах.

## Поширення
Ендемік Мадейри (о-ви Мадейра, Порту-Санту, Дезерта-Гранде).
Він живе на скелястих крутих місцях до 400 м над рівнем моря.

## Загрози та охорона
Головною загрозою для цього виду є сільське господарство, оскільки це призвело до того, що вид тепер росте тільки на крутих скелях.  Урбанізація також призвела до зниження цього виду. Інвазивні види вплинули на цей вид (Arundo та Cardiospermum серед інших).
Chamaemeles coriacea називається пріоритетним видом в Додатку II Директиви про середовища існування та в додатку I Конвенції про охорону європейської дикої природи та природних середовищ існування (Бернська конвенція). Популяції цього виду з острова Десерта-Гранде та острова Порту-Санту включені до природних заповідників або природоохоронних територій. Насіння зберігаються в насіннєвому банку Мадейрського ботанічного саду. 